# لويس غولدبرغ
لويس غولدبرغ (بالإنجليزية: Lewis Goldberg)‏ هو عالم نفس أمريكي، ولد في القرن العشرين.